# バッド・ボーイ (アルバム)
『バッド・ボーイ』（Bad Boy）は、1978年3月16日にリリースされたリンゴ・スターのソロアルバム。

## 収録曲
Side 1
1. フー・ニーズ・ア・ハート- Who Needs A Heart
2. バッド・ボーイ - Bad Boy
3. リップスティック・トレイセズ - Lipstick Traces
4. ハート・オン・マイ・スリーヴ - Heart On My Sleeve
5. 愛はどこへ行ったの - Where Did Our Love Go

Side 2
1. ハード・タイムズ - Hard Times
2. トゥナイト - Tonight
3. モンキー・シー・モンキー・ドゥ - Monkey See-Monkey Do
4. オールド・タイム・リラヴィン  - Old Time Relovin'
5. ア・マン・ライク・ミー - A Man Like Me